# Young's Point Provincial Park
Young's Point Provincial Park är en park i Kanada.   Den ligger i provinsen Alberta, i den centrala delen av landet, 3 100 km väster om huvudstaden Ottawa. Young's Point Provincial Park ligger 700 meter över havet. Den ligger vid sjön Sturgeon Lake.
Terrängen runt Young's Point Provincial Park är platt. Runt Young's Point Provincial Park är det glesbefolkat, med 9 invånare per kvadratkilometer.. Närmaste större samhälle är Crooked Creek, 19,7 km väster om Young's Point Provincial Park. 
I omgivningarna runt Young's Point Provincial Park växer i huvudsak blandskog.